# Zantedeschia jucunda
Zantedeschia jucunda là một loài thực vật có hoa trong họ Ráy (Araceae). Loài này được Letty miêu tả khoa học đầu tiên năm 1961.